# Hypopachus variolosus
Hypopachus variolosus es una especie de anfibio anuro de la familia Microhylidae. Se distribuye desde Costa Rica hasta el sur de Texas. Su rango altitudinal va desde el nivel del mar a los 2100 m de altitud.